# Součinitel přebytku vzduchu
Součinitel přebytku vzduchu je bezrozměrná veličina popisující poměr mezi množstvím vzduchu skutečně přivedeného do spalovací komory a teoretickým množstvím vzduchu, které je nutné pro ideální spalování. Součinitel se značí řeckým písmenem λ. U stechiometricky přesného spalování (tedy bez přebytku vzduchu) tento poměr činí λ = 1.